# Jan Goudswaard
Jan Goudswaard (Rotterdam, 28 april 1932 - Leidschendam, 12 augustus 2017) was een Nederlands klassiek gitarist, fluitist en docent.
In 1973 maakte hij de eerste Nederlandse, aan het klassieke gitaarspel gewijde LP, ‘Romanesca’.
Als fluitist en piccoloist was hij van 1960 tot 1992 verbonden aan het Residentie Orkest, waarmee hij ook soloconcerten heeft uitgevoerd op fluit of gitaar.

## Levensloop
Goudswaard studeerde gitaar bij Willy Martin en Gerard Gest, en in Spanje bij José Tomás. Fluit studeerde hij op het Rotterdams Conservatorium.
Naast zijn werk als fluitist speelde hij vanaf het einde van de vijftiger jaren tot 1994 op gitaar orkestpartijen bij vele Nederlandse orkesten en ensembles, en nam hij in uiteenlopende bezettingen deel aan radio-, grammofoonplaat- en CD-opnames. De radio-opnames, bewaard in het Nederlands Instituut voor Beeld en Geluid, geven een beeld van de gitaar als ensemble-instrument in de 20ste-eeuwse kunstmuziek.
In 1964 behaalde hij op het Internationaal Gitaarconcours in Santiago de Compostela de eerste prijs. Datzelfde jaar speelde hij de première van ‘Triplum', de enige compositie voor gitaar-solo van de Nederlandse componist Louis Andriessen.
In 1966 trouwde hij met slagwerkster Willy Pannebakker, die hij tijdens een repetitie met Jurriaan Andriessen leerde kennen.
Van 1970 tot 1972 was Goudswaard hoofdvakdocent klassiek gitaar op het Brabants Conservatorium te Tilburg, en van 1972 tot 1997 op het Koninklijk Conservatorium te Den Haag, waar hij de opvolger was van Koos Tigges. Enkele van zijn studenten daar waren Marc Lezwijn en Theo Collaert.
Als begeleider van de fluitist Chris Hinze maakte hij een tweetal platen gewijd aan moderne bewerkingen van de muziek van J.S. Bach. In 1973 volgde ‘Romanesca’, een soloplaat met Spaanse en Zuidamerikaanse gitaarstukken van de zestiende tot en met de twintigste eeuw (zie discografie). Deze plaat kreeg indirect een duwtje in de rug door Goudswaards optreden in het tv-programma Music All In.
In 1985 speelde Goudswaard als eerste Nederlander het Concierto de Aranjuez voor gitaar en orkest van de Spaanse componist Joaquín Rodrigo, met het Residentie Orkest onder leiding van Roelof van Driesten.

## Discografie
- 1963 - Jurriaan Andriessen: 'Sonata da Camera'. Met Hubert Barwahser, fluit en Klaas Boon, altviool.
- 1973 - Schubert: kamermuziek. Matiegka-Schubert: kwartet in G, met Frans Vester, fluit, Jürgen Kussmaul, altviool, en Anner Bijlsma, cello.
- 1974 - Chris Hinze: 'Sketches on Bach'. Met Louis van Dijk.
- 1974 - Chris Hinze: 'Variations on Bach'. Met Louis van Dijk.
- 1974 - ‘Romanesca', werken voor gitaar-solo: Mudarra, De Murcia, Sor, Llobet, Torroba, Albeniz, Falla, Villa-Lobos, Brouwer, Ponce.
- 1975 - J. N. Hummel: Serenades op. 6 en op. 66. Consortium Classicum.
- 1975 - Rudolf Aartshertog van Oostenrijk: Variaties. Consortium Classicum.
- 1975 - Werken voor fluit en gitaar: Diabelli, Margola, Küffner, Villa-Lobos en Ibert. Met Raymond Delnoye, fluit.
- 1976 - C.M. Von Weber: liederen. Met o.a. Heinz Kruse, Max van Egmond, Tuula Nienstedt en Ian Partridge.
- 1994 - Roussel: complete kamermuziek (‘Segovia' op. 29 voor gitaar-solo).